# Baeus prolatusspissus
Baeus prolatusspissus är en stekelart som beskrevs av Stevens 2007. Baeus prolatusspissus ingår i släktet Baeus och familjen Scelionidae. Inga underarter finns listade.